# Sternidius decorus
Sternidius decorus är en skalbaggsart som först beskrevs av Henry Clinton Fall 1907.  Sternidius decorus ingår i släktet Sternidius och familjen långhorningar. Inga underarter finns listade i Catalogue of Life.